# 워싱턴 기념탑
워싱턴 기념탑(영어: Washington Monument)은 미국 워싱턴 D.C. 내셔널 몰에 있는 탑이다. 총 높이는 170m이며, 153m 지점에는 전망대가 있다.

## 같이 보기
- 독립 구조물 목록
- 탑 목록
- 벙커 힐 기념탑
- 제퍼슨 기념관